# Nipponacmea
Nipponacmea is een geslacht van weekdieren uit de klasse van de Gastropoda (slakken).

## Soorten
- Nipponacmea boninensis (Asakura & Nishihama, 1987)
- Nipponacmea concinna (Lischke, 1870)
- Nipponacmea fuscoviridis (Teramachi, 1949)
- Nipponacmea gloriosa (Habe, 1944)
- Nipponacmea habei (Sasaki & Okutani, 1994)
- Nipponacmea moskalevi Chernyshev & Chernova, 2002
- Nipponacmea nigrans (Kira, 1961)
- Nipponacmea radula (Kira, 1961)
- Nipponacmea schrenckii (Lischke, 1868)
- Nipponacmea teramachii (Kira, 1961)
- Nipponacmea vietnamensis Chernyshev, 2008